# Șalcău, Sibiu
Șalcău, mai demult Șălcău, Șelcău, Șeica (în germană Schalko, Schalkenberg, în maghiară Salkó, Salykó) este un sat în comuna Mihăileni din județul Sibiu, Transilvania, România.